# Aníbal Ruiz
Aníbal "Maňo" Ruiz (Salto, 30 de dezembro de 1942 – Veracruz, 10 de março de 2017) foi um futebolista e treinador de futebol uruguaio.
Treinou a seleção paraguaia na Copa de 2006, mas foi muito contestado pela imprensa por ter sido eliminado logo na primeira fase.
Morreu em Veracruz, México, em 10 de março de 2017, aos 74 anos, vítima de um infarto sofrido nas dependências do Estádio Luis "Pirata" Fuente antes de uma partida disputada entre Puebla, do qual ele era o auxiliar técnico, e Veracruz.

## Títulos

### Treinador
Olímpia
- Campeonato Paraguaio: 1985[carece de fontes?]

Universidad San Martín
- Campeonato Peruano: 2010[carece de fontes?]

### Prêmios
- Melhor Treinador Sul-Americano do Ano: 2005[carece de fontes?]